# Eduard Teutsch
Eduard Teutsch (französisch: Edouard Teutsch; * 5. November 1832 in Wingen-sur-Moder; † 14. Oktober 1908 ebenda) war Glasfabrikant und Mitglied des Reichstages.
Teutsch entstammte einer protestantischen Familie aus dem Unterelsass und war Glasfabrikant, der vor allem Fensterglas produzierte. Er ging 1871 aus Empörung über die Annexion Elsass-Lothringens durch das Deutsche Reich in die Politik. 1874 wurde er als Abgeordneter für den Wahlkreis Elsaß-Lothringen 11 (Zabern) und die Französische Protestpartei in den Deutschen Reichstag gewählt, dem er bis 1877 angehörte. In einer engagierten Rede protestierte er dort in Anwesenheit Otto von Bismarcks gegen die deutsche Annexion und forderte eine Volksabstimmung in Elsaß-Lothringen, bei der die Bewohner über ihre staatliche Zugehörigkeit entscheiden sollten. Seine Rede im Reichstag wurde mehrfach von Gelächter und Zwischenrufen unterbrochen. Dies wurde von pro-französischer Seite später als arrogante Negierung des Selbstbestimmungsrechts der Bevölkerung ausgelegt. Der spätere elsässische Abgeordnete Carl August Schneegans beschrieb das Ereignis in seinen Memoiren anders: 

„Teutsch sprach sehr gut deutsch; seinen Wählern gegenüber bediente er sich nur dieser Sprache; in Berlin tat er aber so, als ob er sie nicht kenne. […] Teutsch begann seine Protesterklärung zu lesen, indem er französischen Accent affektierte, und so tat, als ob er das Deutsche nur mit Mühe ausspräche. Plötzlich aber vergaß er nach den ersten Unterbrechungen seine Rolle und antwortete in reinstem Deutsch, ja sogar mit größter Zungenfertigkeit. Die Folge war, daß auf allen Seiten des Reichstagssaales ein ungeheures Lachen ausbrach. Er hatte sich verraten und wurde lächerlich. – Im Elsaß spielten er und seine Freunde die Märtyrer, beklagten sich über dieses Lachen und stellten es so dar, also ob man sich über das Elsaß hatte lustig machen wollen. Es betraf doch nur den Schauspieler, der seine Rolle schlecht gespielt hatte.“

Zwei Jahre darauf ging er ins Exil nach Frankreich. 
In Straßburg ist die rue Edouard Teutsch  nach ihm benannt. Der ehemalige Familiensitz in Wingen-sur-Moder, das von 1863 bis 1866 errichtete Château Teutsch, ist heute ein Hotel.